# Harald Merckelbach
Harald Lodewijk Gerardus Joseph Merckelbach (Valkenburg-Houthem, 1959) is een Nederlands rechtspsycholoog. 

## Leven en werk
Merckelbach slaagde in 1978 voor zijn eindexamen atheneum aan het Jeanne D’Arc college te Maastricht. Hij studeerde hierna psychologie aan de Universiteit Utrecht en is sinds 1995 als hoogleraar verbonden aan de Universiteit Maastricht (UM). Van 2005 tot 2008 was hij decaan van de Faculteit Psychologie en Neurowetenschappen van de UM, een functie die hij sinds 2020 opnieuw bekleedt.  Merckelbach is sinds 2007 lid van de Koninklijke Nederlandse Akademie van Wetenschappen, en sinds 2015 van de Koninklijke Hollandsche Maatschappij der Wetenschappen. In 2013 werd hij benoemd tot Officier in de Orde van Oranje-Nassau. 

## Wetenschap
Merckelbach deed onderzoek naar pseudoherinneringen en aanverwante verschijnselen (amnesie, valse bekentenissen).  Hij liet zien dat fantasiegeneigdheid (fantasy proneness) mensen gevoelig maakt voor pseudoherinneringen. Hij toonde aan dat deze eigenschap ook een belangrijk facet is van de zogenaamde dissociatieve symptomen, wat patiënten met zulke symptomen kwetsbaar maakt voor pseudoherinneringen en iatrogene therapieën. Samen met collega’s vond Merckelbach dat dissociatieve symptomen verband houden met een verstoorde slaap-waakcyclus. Merckelbach verricht voorts onderzoek naar het veinzen van symptomen en hoe je dat met tests en taken kunt opsporen. Hij publiceert regelmatig in juridische tijdschriften over de rol van getuige-deskundigen in strafzaken en over rechterlijke dwalingen en maakt deel uit van de redactie van het tijdschrift Expertise en Recht.

## Overige activiteiten
Merckelbach trad regelmatig op als getuige-deskundige in strafzaken. Hij was lid van de commissie-Deetman, die onderzoek deed naar seksueel misbruik binnen de Rooms-Katholieke Kerk. Hij is lid van de Adviescommissie Afgesloten Strafzaken, die de Hoge Raad adviseert over herzieningszaken. Hij schreef van 2011 tot 2020 een maandelijkse column voor de wetenschapsbijlage van NRC Handelsblad.